# Comissió Nacional d'Afers Indígenes
La Comissió Nacional d'Afers Indígenes és una institució de Costa Rica. Va ser creada el 9 de juliol de 1973 mitjançant la llei número 5251 de la República. La seva funció principal és ser la institució governamental que maneja el relatiu als indígenes de Costa Rica i la defensa dels seus drets.
La CONAI ha estat àmpliament criticada pel que molts consideren és l'incompliment de les seves funcions principals. La Defensoria dels Habitants va emetre un informe en 2011 on critica la gestió de CONAI i la seva ingerència en afers interns dels indígenes. En 2010 la Sala Constitucional va declarar il·legal els permisos que emetia CONAI per permetre a persones no indígenes residir en territoris indígenes i posseir-hi propietats. Així mateix en 2011 la comunitat indígena de Kéköldi va demandar a l'Estat en les figures de l'Institut de Desenvolupament Rural i CONAI per no prendre les mesures d'expropiar als pobladors no indígenes del seu territori, judici que el Tribunal Contenciós Administratiu va fallar a favor dels demandants. Una altra crítica que se li fa és la seva oposició a la Llei de Desenvolupament Autònom dels Pobles Indígenes, que dotaria d'autonomia política a les comunitats.